# Else Bostelmann
Else Bostelmann (geb. Winkler von Röder) (* 10. November 1882 in Leipzig; † Dezember 1961 in Darien in Connecticut) war eine deutsch-amerikanische Autorin und Malerin.

## Leben

### Familie
Else Bostelmann war die Tochter des vermögenden Georg Winkler und dessen Ehefrau Margarete (geb. von Röder).
Sie lernte in Berlin den US-Amerikaner Monroe Bostelmann (* 1881; † 3. Mai 1920) kennen, der dort an der Musikhochschule studierte. Nach der Hochzeit in Deutschland im Jahr 1909 wohnten sie anfangs in New York und zogen später nach Texas; nach dem Tod ihres Ehemannes erfolgte ihr Umzug mit ihrer gemeinsamen Tochter Gertraud Hadumodt Bostelmann (* 1910), später verheiratete Crumpton, nach New York. Später wohnte sie in der Kleinstadt Darien, die sich nordöstlich von New York befindet. Ihre Tochter betätigte sich ebenfalls künstlerisch und wurde Illustratorin.
In New York wohnte sie bei der Schwester ihres Ehemannes Celeste und deren Ehemann, dem Landschaftsmaler Truman Fassett (1885–1970).

### Werdegang
Else Bostelmann besuchte verschiedene Privatschulen und verbrachte ihre Kindheit in Deutschland und Österreich.
Nach einem Studium an der Königlichen Akademie für graphische Künste und Buchgewerbe (heute Hochschule für Grafik und Buchkunst) in Leipzig und an der Großherzoglich-Sächsischen Kunstschule in Weimar, nahm sie weiteren Zeichen-Unterricht bei Sascha Schneider und Ludwig von Hofmann.
Zu Beginn war sie als Porträtmalerin tätig, bevor sie sich der Naturmalerei widmete.
Nach der Hochzeit mit ihrem Ehemann, der als Konzertcellist tätig war, wohnten sie anfangs in New York. Weil ihr Ehemann Baumwollpflanzer werden wollte, lebten sie seit 1910 in Mexia in Texas. Allerdings scheiterte er sowohl als Baumwollpflanzer als auch mit anderen Geschäftsideen.
Nach dem Tod ihres Ehemannes ging sie nach New York, war dort seit 1920 für verschiedene Werbeagenturen tätig und zeichnete als Illustratorin Titelblätter für Musikverlage. In den USA war sie Schülerin der Maler Howard Giles (1876–1955) und Bernard Klonis (1906–1957).

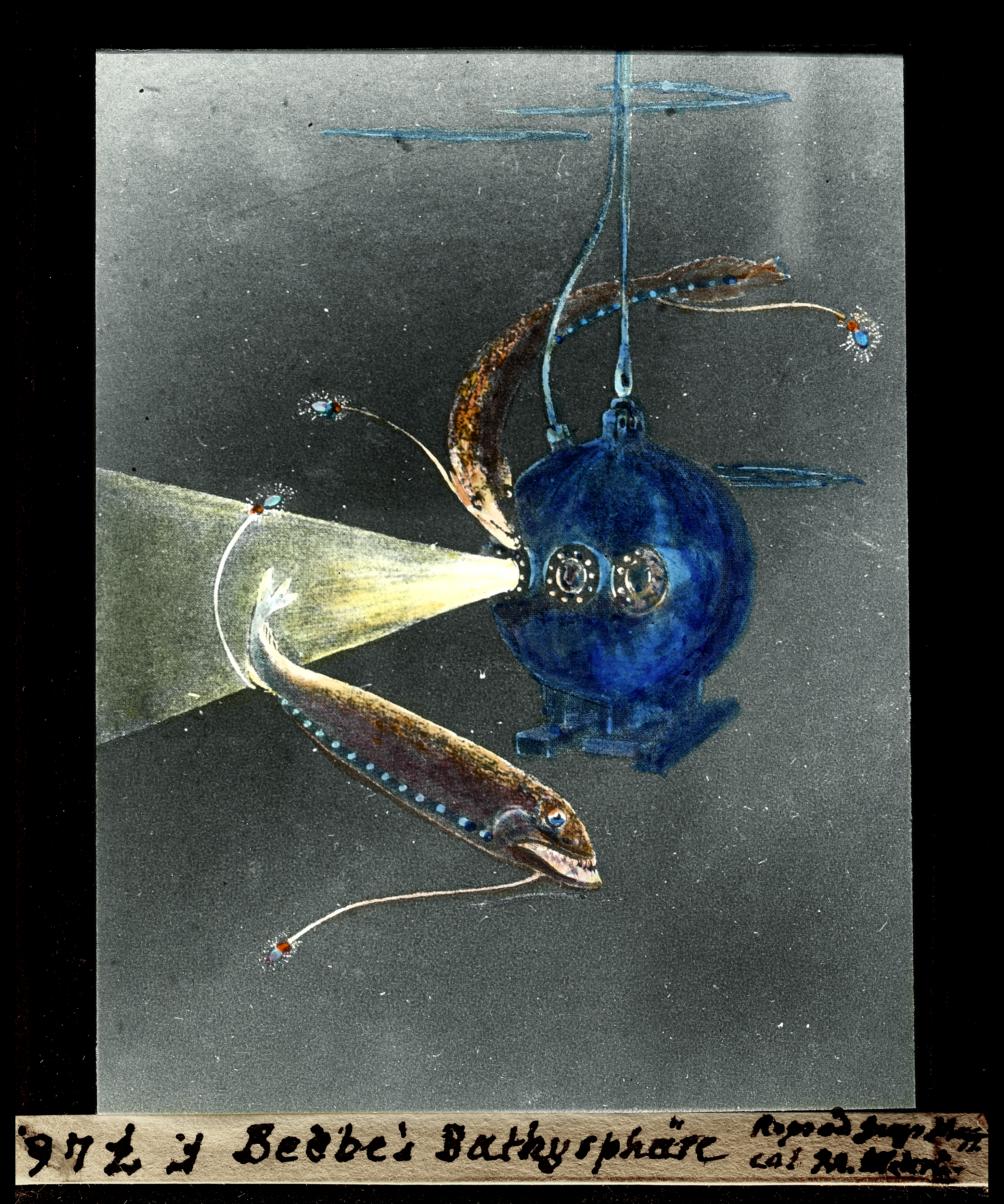
Zeichnung der Bathysphäre von Else Bostelmann

1929 schloss sie sich der New York Zoological Society (heute Wildlife Conservation Society) an und begleitete von 1930 bis 1934 den Tiefseeforscher William Beebe auf einer ozeanografischen Forschungsreise nach Bermuda auf die Insel Nonsuch Island. Dieser wollte die von Otis Barton entwickelte Stahlkugel Bathysphäre nutzen, die so geräumig und stark war, dass wir hineinschlüpfen, uns luftdicht verschließen lassen und uns am Leben halten konnten; in ihr vermochten wir, den Abstieg in die Tiefen des Meeres zu unternehmen und heil wieder nach oben zu kommen.
William Beebe schilderte bei seinen Tauchgängen, die Tiere, die er sah, über eine Kabeltelefonverbindung an das Schiff, auf dem Else Bostelmann saß. Nach dem Auftauchen arbeitete er sofort mit ihr zusammen an ihren Telefonnotizen, und sie brachte darauf seine Beschreibungen mit Aquarellfarben, Gouache und Bleistift zu Papier. Es entstanden mehr als 300  Bilder nach seinen Beschreibungen, darunter ein Riesenkalmar, der 2012 von den Tiefseeforschern Edith Widder und Tsunemi Kubodera (* 1951), einem Forscher des japanischen National Science Museum nachgewiesen wurde.
William Beebe veröffentlichte ihre Zeichnungen 1934 in seinem Werk Half mile down.
Um die Fische in ihrem natürlichen Lebensraum malen zu können, tauchte sie selbst in einer Tiefe von fünf Metern, setzte sich einen Taucherhelm auf und ließ sich ihre Malausrüstung mit Seilen vom Boot herab reichen. Sie nutzte einen eisernen Notenständer als Staffelei und malte mit Ölfarben, die sich nicht mit dem Wasser mischten, von einer Palette. Es interessierte sie sehr, wie sich das Farbspektrum mit der Tiefe änderte. Weil ihr klar war, dass die Farben unter Wasser anders aussahen als in der Luft, achtete sie auf eine sorgfältige Auswahl der Farben. Dies war einer der Gründe, warum sie nur in geringen Tiefen malte, weil es in größeren Tiefen zu wenig Farben gab.
Im Magazin National Geographic erschienen 1936 und 1938 Farbabbildungen ihrer Zeichnungen für Roy Waldo Minor (1875–1955) von der New York Academy of Sciences, beispielsweise die Rotgefiederten Würmer und Braunen Schuppenwürmer, die in den Sandy Mudflats südlich von Cape Cod leben. Sie veröffentlichte eine Reihe von Artikeln im Christian Science Monitor mit detaillierten Federzeichnungen, von dem, was sie bei ihren Tauchunternehmungen mit einem Taucherhelm in geringer Tiefe sah.
Ihr Wunsch war es, Fische in ihrem natürlichen Umfeld zu zeichnen, und so entwickelte sie ein Verfahren, dass sie vom Schiff aus unter Wasser an einem Notenständer als Staffelei, auf ihrer Leinwand mit Ölfarbe malen konnte; hierzu wurde ihre Ölfarbpalette mit Bleigewichten beschwert und ihre Pinsel waren mit Schnüren an der Palette befestigt, damit sie nicht wegschwammen, wenn sie einen brauchte.
In den 1930er und 1940er Jahren und bis 1951 zeichnete sie für das Magazin National Geographic und illustrierte vierzehn Kinderbücher und Farbtafeln der Flora in weiteren Magazinen der National Geographic mit Naturbeschreibungen. Sie entwarf maritime Textildesigns und Tapeten für das Kaufhaus Oppenheim, Collins & Company sowie Wandgemälde für Privatjachten und Badezimmer der New Yorker Gesellschaft. Ihre Badetücher, Teppiche und Handtaschen wurden unter anderem in den Macy’s Department Stores verkauft.
Sie fertigte fast 40 Aquarelle für einen Artikel über Wale von Remington Kellog (1892–1969), Zoologe und Kurator des United States National Museum in Washington.
Sie forschte während ihres Aufenthaltes in den USA zehn Jahre lang über Naturgeschichte, dessen Schwerpunkt ihre späteren Zeichnungen und Malereien darstellten.

## Ehrungen und Auszeichnungen
Else Bostelmann erhielt an der Kunstschule in Weimar eine Goldmedaille für ihre Zeichnungen.

## Ausstellungen (Auswahl)
1908 zeigte Else Bostelmann auf einer Ausstellung in Weimar 29 ihrer Bilder; ihre erste Einzelausstellung erfolgte im darauffolgenden Jahr in Leipzig.
In Amerika hatte sie dann Einzelausstellungen in der Argent Gallery in New York und in der Biltmore Art Gallery in Palm Beach in Florida. Weitere Ausstellungen folgten, unter anderem auch nach ihrem Tod:
- 1934: Salons of American, New York;
- 1951: American Artists Professional League;
- 1953 und 1954: Pen and Brush in Greenwich Village in New York; hier gewann sie auch mehrere Preise, und gewann einen ersten Platz;
- 1953: Bridgeport Flower Show in Bridgeport in Connecticut: Thema Undersea Life und Exotic Flowers;
- 1955: Blomquist-Symonds Studio in Meriden in Connecticut;
- 1957: New Canaan Outdoor Art Show in New Canaan in Connecticut;
- 1957: Stamford Museum and Nature Center in Stamford in Connecticut;
- 1957: Pen and Brush in Greenwich Village in New York;
- 1959: Darien Public Library in Darien in Connecticut;
- Mai 1962: Gedenkausstellung ihrer Tochter Gertraude Hadumodt Bostelmann Crumpton über das Lebenswerk ihrer Mutter in deren ehemaligem Atelier Bostelmanns Old Stone House Studio in der Apple Tree Lane 15 in Darien, Connecticut;
- 2014: Wildlife Conservation Society's New York Aquarium auf Coney Island;
- 2016: Lighthouse ArtCenter in Tequesta in Florida;
- 2017: The Drawing Center in New York[6].

Ihre Werke befinden sich in mehreren ständigen Sammlungen, unter anderem dem Bermuda Art Museum, der National Geographic Collection und den Wildlife Conservation Society Archives.

## Mitgliedschaften
Else Bostelmann war Mitglied der Society of Woman Geographers und von Pen and Brush.

## Schriften (Auswahl)
- Irmengarde Eberle; Else Bostelmann: Sea-horse adventure. New York: Holiday House, 1937.
- Else Bostelmann; Roy Waldo Miner: Sea floor aquarelles from Tongareva. Washington, D.C.: National Geographic Society, 1938.
- Irmengarde Eberle; Else Bostelmann (Illustr.): A family to raise. New York: Holiday House, 1939.
- May L. Stewart; Else Bostelmann: Straight wings. New York: American Book Co., 1939.
- John Oliver La Gorce; Hashime Murayama; Else Bostelmann: The book of fishes. Washington, D.C., National Geographic Society, 1939.
- Remington Kellogg; Else Bostelmann: Whales, giants of the sea. Washington, D.C., 1940.
- Alice Wright; Else Bostelmann (Illustr.): Island holiday. Frederick A. Stokes Co., 1941.
- Ida M. Mellen; Else Bostelmann (Illustr.): Twenty little fishes. New York: J. Messner, Inc., 1942.
- David Harris Russell; Gretchen Wulfing; Else Bostelmann (Illustr.): Friends far and near. Boston; New York; Chicago: Ginn and Compagny, cop. 1949.
- Irmengarde Eberle; Else Bostelmann: Hop, skip, and fly: stories of small creatures. New York: Holiday House, 1950.
- Gerald S. Craig; Sara E. Baldwin; Janet Smalley; Jeanne McLavy; Else Bostelmann: Science every day. Boston: Ginn, 1950.
- Alice Gall; Else Bostelmann: Splasher. London; New York: Oxford University Press, 1951.
- J. R. Magness; Else Bostelmann (Illustr.): How fruit came to America. Washington: National Geographic, 1951.
- Margaret Olthof Goldsmith, Else Bostelmann (Illustr.): Picture primer of dooryard gardening, from city plot to country acre. Boston: Houghton Mifflin, 1952.
- Odille Ousley; David H. Russell: Around the corner. Boston: Ginn, 1953.
- Else Bostelmann; Wendell Holmes Camp: The World in your Garden. Washington, 1957.
- Else Bostelmann; George Peterich; Laura T. Gorham: Bostelmann paints for Beebe: October 18, 1996-January 18, 1997, the Bermuda National Gallery: in co-operation with the Bermuda Aquarium, Museum & Zoo. Hamilton, Bermuda: Bermuda National Gallery, 1996.